# 751
751（七百五十一、ななひゃくごじゅういち）は自然数、また整数において、750の次で752の前の数である。

## 性質
- 133番目の素数である。1つ前は743、次は757。
  - 約数の和は752。
- 34番目の 8n − 1 型の素数であり、この類の素数は x2 − 2y2 という形で表せるが、751 = 332 − 2 × 132 である。1つ前は743、次は823。
- 10進数表記において桁を逆に並べても素数となる26番目のエマープである。1つ前は743、次は761。
- 75…51 の形の最小の素数である。次は755551。ただし挟まれた数は無くてもいいとすると最小は71。(オンライン整数列大辞典の数列 A101143)
- 各位の和が13になる63番目の数である。1つ前は742、次は760。
  - 各位の和が13になる数で16番目の素数である。1つ前は733、次は823。(オンライン整数列大辞典の数列 A106755)
- 751 = 13 + 43 + 73 + 73
  - 4つの正の数の立方数の和で表せる205番目の数である。1つ前は748、次は753。(オンライン整数列大辞典の数列 A003327)

## その他 751 に関連すること
- 西暦751年
- 紀元前751年
- JR東日本E751系電車